# Tartar
Tartar foi uma comuna da Suíça, no Cantão Grisões, com cerca de 191 habitantes. Estendia-se por uma área de 1,58 km², de densidade populacional de 121 hab/km². Confinava com as seguintes comunas: Cazis, Masein, Portein, Präz, Sarn.
A língua oficial nesta comuna era o Alemão.

## História
Desde 1 de janeiro de 2010 faz parte da comuna Cazis, resultado da fusão das comunas Cazis, Portein, Präz, Sarn e Tartar.